# Masistes
Masistes (en griego: Μασίστης, Masistês; antiguo iranio *Masišta) (¿?-c. 479/478 a. C.) fue un príncipe de la dinastía aqueménida, hijo del rey persa Darío I (reinado: 522–486 a. C.) y de Atosa. Fue sátrapa de Bactriana durante el reinado de su hermano Jerjes I (486–465 a. C.), desde donde intentó iniciar una rebelión alrededor del 478 a. C.
Personaje oscuro, su vida sólo se puede reconstruir parcialmente por medio de unos pocos pasajes de las Historias de Heródoto y, posiblemente, de algunos textos tardíos de Plutarco. Si bien se considera que Heródoto bebió de fuentes persas, estas, de carácter legendario, no sólo sufrieron la trasmisión oral sino también la reelaboración del historiador griego.
Fue miembro del Estado Mayor de Jerjes durante las guerras médicas, aunque está extrañamente ausente de la mayor parte del relato de la campaña. Participó en la batalla de Mícala, tras la cual, según Heródoto, estuvo a punto de morir en manos del comandante persa Artaíntes.
Más adelante, Masistes es uno de los protagonistas  de un relato de intrigas cortesanas. En él, Jerjes intenta sucesivamente seducir a la esposa y a la hija de Masistes, teniendo éxito en el segundo caso. Al convertirse la relación de Jerjes con su sobrina en un hecho de público conocimiento, se desencadenan una serie de hechos violentos que incluyen la mutilación de la mujer de Masistes y el intento de rebelión de este último. De acuerdo con el relato, Masistes murió camino organizar la rebelión en Bactriana, su provincia. Si bien se suele considerar a esta historia como esencialmente ficticia, se considera asimismo verosímil que haya sido originada en una rebelión real llevada a cabo por Masistes.
Se ha sugerido su posible identificación con cierto Ariamenes mencionado por Plutarco. Este se trataría de su verdadero nombre, mientras que Masistes sería tan sólo una forma de referirse a su supuesto título, mathishta. Sin embargo, esta interpretación se ve complicada por el hecho de que Masistes es ciertamente un nombre atestiguado en los documentos de la época.

## Genealogía
Masistes era un hermano menor, tanto por parte de padre como de madre, del rey Jerjes I, el cual nació no mucho después del 520 a. C. Ambos pertenecían a la dinastía aqueménida y eran descendientes por línea materna del fundador del Imperio, Ciro el Grande. Heródoto no da el nombre de la esposa de Masistes, pero especifica que ambos tuvieron tanto hijos (al menos tres) como hijas. El único miembro de su familia próxima cuyo nombre proporciona Heródoto es el de su hija Artaínta, la cual se casó con el hijo mayor y heredero de Jerjes, Darío. Este último murió junto a su padre víctima del visir Artabano (465 a. C.); no se conocen descendientes del matrimonio. Poco se dice de los otros tres hijos, tan solo que murieron junto a Masistes durante su intento fallido de rebelión.

## Sátrapa de Bactriana

Mapa del Imperio Persa hacia el 490 a. C. Bactriana, donde gobernaba Masistes, era una de las satrapías más orientales.

Las referencias a Masistes comienzan con el inicio de la segunda guerra médica (480 a. C.) y finalizan con su muerte (478 a. C.?); es así que se desconoce el momento en el que fue designado sátrapa de Bactriana. El último sátrapa del que se tiene noticia es Artabano, el que es mencionado en los archivos de Persépolis de alrededor del 500 a. C. La suerte de Bactriana luego de la muerte de Masistes permanece igualmente en misterio. En el momento del asesinato de Jerjes (465 a. C.) su sátrapa era, o bien cierto Artabano, o bien Histaspes, un hijo de Jerjes y hermano del heredero Darío (el yerno de Masistes) y del futuro rey Artajerjes I.
En el Imperio Persa, el heredero (mathishta) era elegido por el rey entre sus hijos, y era usual que se le concediera a los hijos rechazados una satrapía grande a modo de compensación, como en los casos de Masistes en Bactriana, de Aquemenes en Egipto y Ciro el Joven en Lidia. Es posible que Bactriana tuviera una función particular en el proceso de sucesión, y que su sátrapa fuera de hecho el heredero del trono. Esta postura, sin embargo, no es siempre aceptada.

## General durante las guerras médicas

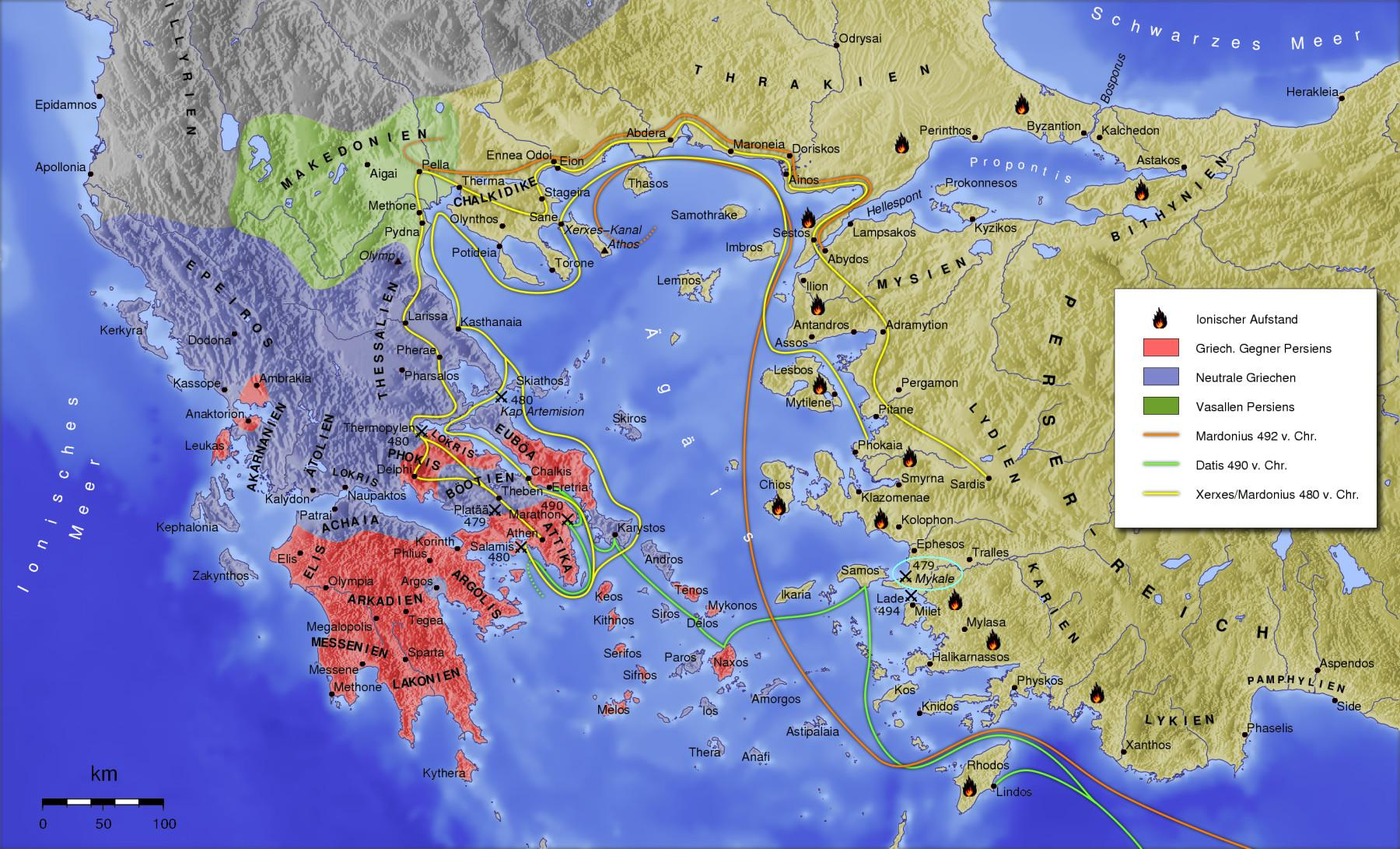
Mapa de las guerras médicas, donde se puede ver el avance de las tropas persas de Jerjes (amarillo) y la ubicación de la batalla de Mícala (rodeada en celeste).

Masistes participó en la segunda guerra médica (480-479 a. C.), sirviendo como uno de los seis miembros del Estado Mayor de Jerjes. Es mencionado por primera vez apenas comenzada la campaña, como comandante, junto al general Mardonio, de la columna de marcha que cruzó Tracia del lado del mar. Sin embargo, durante su desarrollo, incluyendo las batallas de Salamina y Platea, Masistes está completamente ausente de las fuentes.
La reaparición de Masistes se produce hacia el final de la guerra, cuando participa en la batalla de Mícala (479 a. C.). La batalla estuvo a punto de llevarse a cabo en el mar, pero los persas prefirieron desembarcar en Jonia, Asia Menor, y luchar en tierra. El ejército persa fue completamente derrotado; entre sus comandantes, Tigranes y Mardontes murieron en la lucha, pero Artaíntes e Itamitres lograron ponerse a salvo en el monte Mícala y encaminarse hacia Sardes, donde estaba el rey. Fue entonces cuando, según Heródoto, Masistes difamó a Artaíntes, acusándolo de haber demostrado ser "peor que una mujer", lo que representaba el peor de todos los insultos para un persa. En respuesta, Artaíntes desenvainó su espada y se abalanzó hacia él para matarlo, pero fue detenido a tiempo por cierto Jenágoras de Halicarnaso.
Dentro de la obra de Heródoto, el altercado entre Masistes y Artaíntes se sitúa inmediatamente antes de otro episodio que protagonizan Masistes y su familia. La primera parte de este último episodio (contemporánea, en la "cronología" herodotea, con la batalla de Mícala) ocurre en Sardes, de lo  que se desprende que la familia de Masistes permaneció relativamente cerca del escenario de la guerra, como solían hacer los nobles y los reyes persas durante las campañas militares. Es allí donde Jerjes intenta seducir a la mujer de Masistes, hecho que ocurre, dentro del mundo de Heródoto, en el momento en el que Masistes se encontraba luchando en Mícala. Resulta paradójico que, mientras en el episodio de Artaíntes el rey Jerjes premia al salvador de su hermano, en el que le sigue será él mismo quien dé la orden de matarlo. Se ha notado, asimismo, la extraña similitud entre los nombres de Araíntes y la hija de Masistes, Artaínta. Acaso tenga que ver en ella una decisión narrativa por parte de Heródoto. De hecho, mientras que Artaíntes intenta matar a Masistes y no lo logra, la actuación de Artaínta llevará inintencionadamente a la muerte de su padre. Siguiendo con este tipo de comparaciones, cabe señalar que con respecto a Artaíntes Masistes ocupa el lugar de amo abusivo, tal como lo ocupará más adelante Jerjes con respecto a él.

## Intrigas en la corte de Jerjes

### La narrativa
Heródoto cuenta que Jerjes, luego de las derrotas en Grecia y mientras permanecía en la ciudad lidia de Sardes, se enamoró de la esposa de su hermano Masistes. Sin embargo, pese a todos sus intentos, no fue correspondido. No queriendo llegar al extremo de violar a la mujer de su propio hermano, el Gran Rey ideó una estrategia para acercarse a ella y ganarse su favor: casar a su hijo Darío, el heredero, con Artaínta, una hija de Masistes. La boda se celebró en Sardes, pero, una vez regresados a Susa, Jerjes cambió el objeto de su deseo de la madre a la hija. La respuesta de Artaínta fue positiva, y se convirtió en amante de Jerjes, su propio suegro y tío. Cierta vez, el rey persa se presentó ante Artaínta vistiendo un manto que le había tejido su esposa, la reina Amestris. Imprudentemente, le juró a la joven concederle el deseo que ella quisiera. Artaínta pidió el manto, y aunque Jerjes le rogó que eligiera cualquier otra cosa y le ofreció ejércitos y ciudades, ella no cambió de parecer, y el soberano no tuvo otra opción que entregárselo. 
Amestris ya sospechaba de la relación que mantenían su marido y Artaínta, y el mayor temor de Jerjes era que dicha sospecha le fuera confirmada al enterarse de que su manto estaba en posesión de la amante. Ello fue de hecho lo que sucedió, pero la reina, extrañamente, no dirigió su ira a Artaínta sino hacia su madre, la esposa de Masistes, por suponerla instigadora de todo. Amestris esperó hasta la fiesta de cumpleaños de Jerjes, ocasión en la que el rey estaba obligado por la tradición a conceder todos los deseos, para pedirle disponer de la vida de la esposa de Masistes. A su pesar, Jerjes tuvo que concederle el deseo. En manos de Amestris, la mujer de Masistes fue torturada y desfigurada: sus pechos, nariz, orejas, labios y lengua le fueron cortados. Mientras tanto, Jerjes ofrecía a Masistes la mano de una de sus hijas y le ordenaba abandonar a su mujer. Masistes, desconociendo el destino de esta última, rechazó el ofrecimiento. Jerjes se sintió ofendido por su respuesta, y decidió que Masistes no sólo perdería a su esposa sino que tampoco obtendría la mano de una de sus hijas, para que aprendiera a apreciar los favores reales.
Masistes, sospechando una desgracia, regresó a su casa, encontrándose a su mutilada esposa. Partió entonces en dirección a Bactriana, de donde era sátrapa, para iniciar una sublevación con el apoyo de los bactrianos y los sacas, pueblos que lo apreciaban mucho. De todos modos, fue alcanzado por un cuerpo de soldados enviado por el rey, y ejecutado junto con la tropa que lo acompañaba y sus tres hijos varones.

### ¿Historia o leyenda?
Originalmente se solía pensar que Jerjes, afectado por sus derrotas en las guerras médicas, comenzó a involucrarse en intrigas de harén, las cuales provocarían grandes desórdenes en la corte y ulteriormente llevarían a la decadencia y ruina de su Imperio. Este análisis es ampliamente rechazado por autores más modernos. Muchos temas del episodio son recurrentes en relatos legendarios (relacionados, por lo general, con el mundo iránico), siendo así que, se ha argumentado, el mismo esquema de una leyenda es utilizado a lo largo del tiempo, alterando tan sólo los personajes que actúan en él. En tal caso, si bien el relato probablemente se basa en tradiciones orales persas sobre la rebelión de un hermano de Jerjes, es imposible, como se solía hacer, considerarlo como un hecho histórico y sacar de él conclusiones literales.
La temática del manto real (el que le teje Amestris a Jerjes) sería particularmente indicativa del carácter legendario del episodio: se trataría de un símbolo de la realeza persa, y no una vestimenta circunstancial. De acuerdo con esta argumentación, cuando Artaínta pide su manto a Jerjes, lo que está pidiendo es la realeza, dentro de un simbolismo comprensible para el público persa de la época, pero no para Heródoto y el público griego. Del mismo modo, la realeza que pide no es para ella (como esposa del heredero, ya la tiene garantizada), sino que sería para su padre Masistes. Ello explicaría también por qué Amestris dirige su venganza contra la mujer de Masistes en lugar de su hija Artaínta. Es notable asimismo que el castigo que recibe la mujer de Masistes sea el reservado a los rebeldes según la usanza persa; en la Inscripción de Behistún, el rey Darío afirma que:

Entonces, el tal Fraortes, que había huido con unos pocos jinetes, fue a Rakan; entonces yo envié tropas tras él (y) de allí prisionero me fue enviado; yo le arranqué la nariz, la lengua y las orejas (y) me quedé con uno de sus ojos.

De todos modos, cabe destacar que, como se ha señalado, la tarea de buscar el verdadero significado del relato es problemática y dificultosa, y que, por lo tanto, las interpretaciones deben ser tomadas con cautela.
Entre los episodios legendarios o literarios que comparten algunas temáticas con el episodio de Masistes y Artaínta se pueden citar:
- Jenofonte, Ciropedia VIII 5 18: Ciro el Grande recibe el manto real medo cuando se casa con la hija del rey medo Astiages.
- Plutarco, Artojerjes III 1-4: Ciro el Joven está a punto de asesinar a su recién coronado hermano Artajerjes II, pero se detiene al ver que se está poniendo el manto real.
- Plutarco, Artojerjes V 2: El noble Tiribazo, durante una cacería, viste por un descuido el manto real de Artajerjes II, causando el disgusto de los cortesanos, ya que es un acto prohibido.
- Algunos pasajes del libro bíblico de Ester.
- Mateo 14. 1-12, y Marcos 6. 17-19: Juan el Bautista amonesta al rey Herodes Antipas por haberse casado con Herodías, la mujer de su hermano Herodes Filipo, razón por la cual es encarcelado. La hija de Herodías baila durante el cumpleaños de Herodes Antipas, y este jura concederle lo que pidiera. La joven, instigada por su madre, pide la cabeza de Juan, deseo que el rey, obligado por su palabra, debe concederle a su pesar. Las similitudes en el argumento son en este caso particularmente notables.
- Una serie de relatos de las propias Historias de Heródoto, en particular uno protagonizado por el rey y la reina de Lidia, que serán detallados en la siguiente sección.

### Como parte de lasHistorias

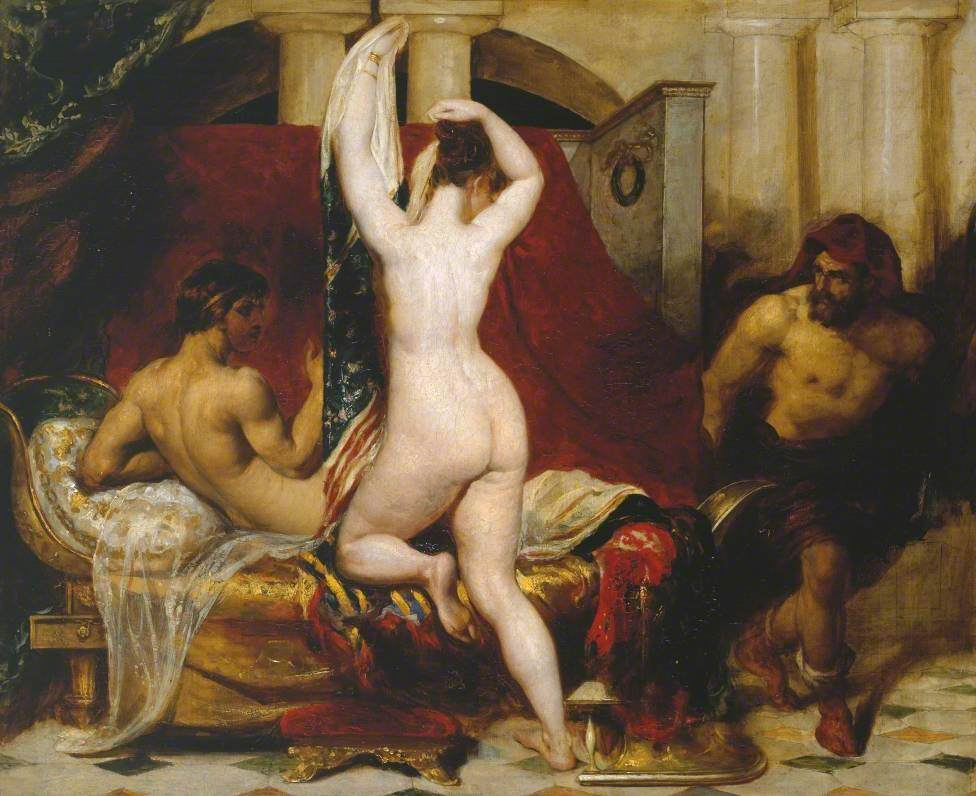
Candaules, rey de Lidia, muestra a su mujer escondiendo a Giges, uno de sus ministros, mientras se va a la cama (1820) por William Etty.

La historia de Masistes se sitúa casi en el final del último libro (el noveno) de las Historias de Heródoto. El autor parece situarla intencional y simbólicamente después de las derrotas persas en Grecia y cerca de la propia conclusión. Significativamente, una historia hasta cierto punto similar, protagonizada por el rey lidio Candaules, su mujer y su apreciado colaborador Giges, aparece cerca del inicio de la obra. En ella, Candaules, deseoso de demostrar la belleza de su esposa, ordena a Giges observarla desnuda en su alcoba sin ser visto. Giges, quien cumple la orden reticentemente, es descubierto por la reina, pero esta no lo manifiesta y trama secretamente vengarse de su marido. Su instrumento elegido es el propio Giges, el que se ve obligado a su pesar a matar a Candaules, casarse con su esposa y apoderarse de su trono. Con este tipo de historias, la intención de Heródoto sería dejar un mensaje moralizante: un rey que con su comportamiento licencioso destruye su propia casa, se destruirá a sí mismo y a su reino, quedando también implícita su condenación de la monarquía, oriental y bárbara, en contraposición a la democracia, griega. El destino final de Jerjes (su muerte, víctima de las conspiraciones del visir Artabano) es algo que Heródoto no escribe, pero que es bien conocido por su audiencia griega.
Dentro del relato, Masistes cumple el rol de servidor fiel que es obligado por la actitud despótica y lujuriosa de su rey a actuar en su contra para derrocarlo. A pesar de su fidelidad, las circunstancias no le dejan más que dos opciones: su propia muerte o la de su rey. En este sentido, su rol es similar al que desempeña Giges en la historia del primer libro, salvedad hecha de que la conspiración de este último sería coronada con el éxito. Una característica de Masistes es su inocencia, lo que trae a consideración el hecho de que en la historia los inocentes (Masistes y su esposa) mueren trágicamente, mientras que los culpables (Jerjes, Artaínta y Amestris) sobreviven. Es notable, asimismo, que Masistes poseía la estima y el respeto de Jerjes, lo que se manifiesta en la recompensa que el soberano persa le dio al hombre que salvó su vida, y en su decisión de no poseer a su esposa de su hermano por medios violentos. Se ha argumentado que un tema central que el relato de Masistes comparte con otros presentados por Heródoto (el de Giges, uno protagonizado por los medos Astiages y Hárpago y otro por los espartanos Aristón y Ageto) es el de la polaridad amo bárbaro/servidor bárbaro, y que en ella la historia se escribe desde la perspectiva del servidor. Así, Masistes y su esposa, unidos por fidelidad mutua, se presentan como contraparte de Jerjes y Amestris.

## Masistes ymathishta

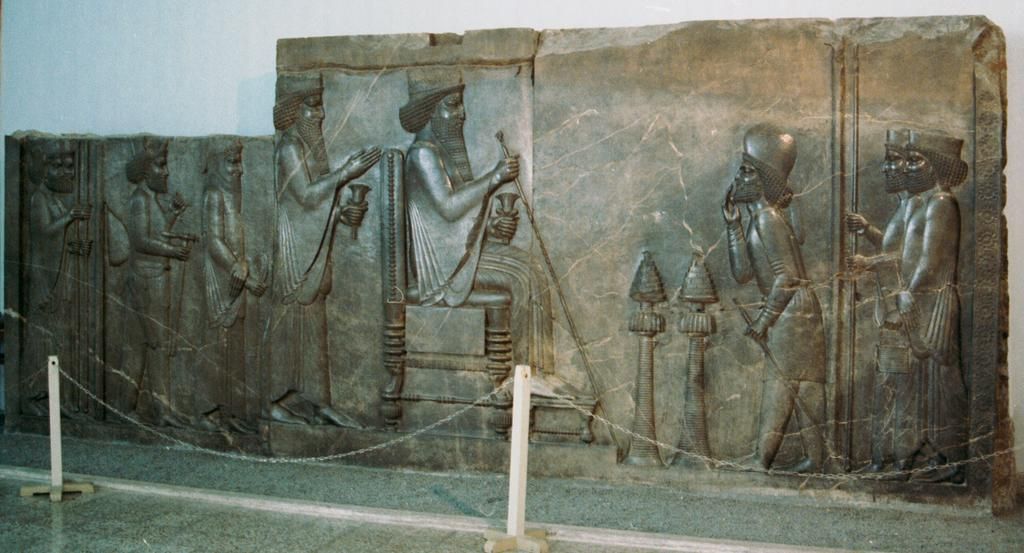
El rey en el trono, el príncipe heredero (mathishta), a sus espaldas, y cortesanos haciendo la posternación (proskynesis), a la derecha. Relieve originalmente situado en la Apadana de Persépolis, pero luego trasladado al Tesoro. Data o bien del reinado de Darío I, o bien del de su hijo Jerjes I, pero no intenta reproducir fielmente la figura de las personas representadas, sino que expresa una situación ideal y probablemente impersonal.

Otra dificultad se plantea con respecto al nombre Masistes (es decir, el que dan las fuentes griegas), el que pareciera estar relacionado con el título persa mathishta (maθišta, "el más grande", "el más alto"; "jefe [de la tropa]"; como título, "el más grande después del rey", "el segundo después del rey") otorgado al heredero al trono designado por el rey. El problema está en que el heredero designado por Darío era Jerjes, no Masistes, aunque su elección no estuvo libre de conflictos. Según Heródoto, Jerjes era el hijo mayor de Darío y la reina Atosa, pero a su vez Darío tenía hijos (con una hija anónima del noble Gobrias) nacidos previamente a su ascenso al trono, el mayor de los cuales era Artabazanes. Luego de muchas disensiones en la corte, Darío se inclinó por Jerjes. El carácter conflictivo de la sucesión es corroborado por el propio Jerjes, quien, en su "Inscripción del Harén" de Persépolis (XPf Archivado el 9 de diciembre de 2006 en Wayback Machine.), afirma que su padre lo designó mathishta a pesar de tener otros hijos. De todos modos, se ha argumentado que Jerjes no estaría refiriéndose a Artabazanes sino a sus hermanos de padre y madre, Aquemenes, Masistes e Histaspes.

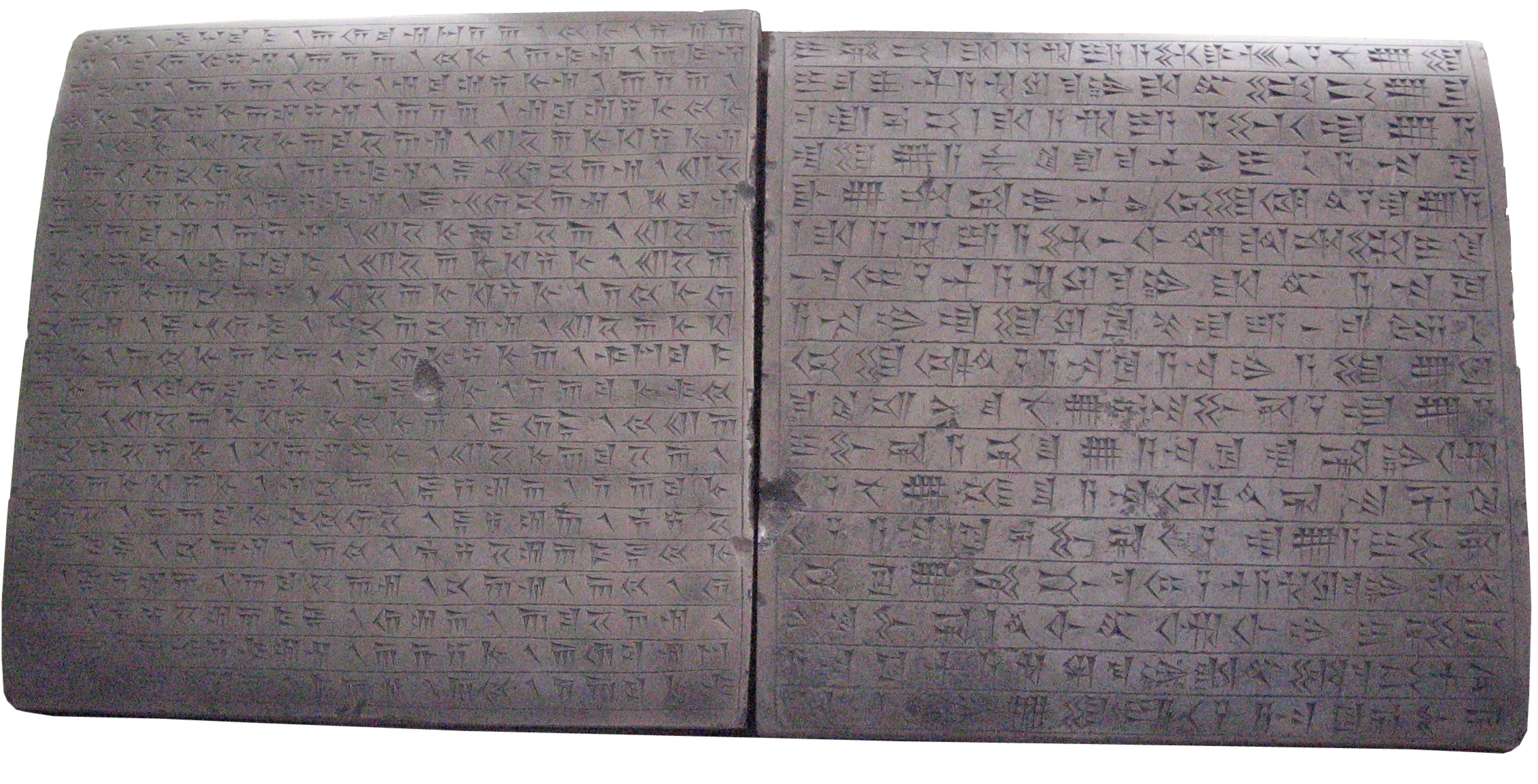
"Inscripción del Harén de Persépolis" de Jerjes I (XPf) en sus versiones persa (izquierda) y acadia (derecha). En ella, Jerjes afirma que: "Darío tenía otros hijos, pero -así lo deseaba Ahuramazda- mi padre Darío me hizo el más grande (mathishta) después de él. Cuando mi padre Darío abandonó el trono, por gracia de Ahuramazda me convertí en rey en el trono de mi padre."

Pompeyo Trogo, un autor posterior, cuenta la misma historia que Heródoto, pero llama Ariamenes a Artabazanes. Por su parte, Plutarco afirma que Jerjes, al ser designado heredero, ofreció a Ariamenes la posición de "segundo después del rey". El Ariamenes que aparece en Plutarco, si bien desempeña el mismo rol que el Artabazanes de Heródoto y el Ariamenes de Pompeyo Trogo (el rol de príncipe que pretende el trono pero es rechazado por su padre en favor de Jerjes), hace recordar también a Masistes. En primer lugar, Ariamenes gobierna sobre Bactriana en la obra de Plutarco, al igual que Masistes en la de Heródoto. Además, la frase "segundo después del rey" coincide con el significado del título mathishta, el cual parece estar relacionado con el nombre de Masistes. Sin embargo, en la obra de Plutarco el "segundo después del rey" se refiere a la persona más prominente del reino después del rey, pero no al heredero, como ocurre con el título mathishta en la inscripción de Jerjes.
El relato de la sucesión narrado por Plutarco parece basarse en una corrupción de la versión de Heródoto, la que habría sido confundida y entremezclada con la historia de la rebelión de Masistes. No obstante, existe otra posible explicación de las similitudes entre las historias de Masistes y Ariamenes, según la cual Masistes no sería el verdadero nombre del hermano menor de Jerjes, sino tan sólo la forma griega de representar el título de Ariamenes (mathishta), el que habría sido de uso común para los sátrapas de Bactriana. Acerca de esta posibilidad, es necesario tener en cuenta que Masistes era realmente un nombre utilizado en la época. En una tablilla cuneiforme de arcilla (en particular, un documento comercial), hallada en la ciudad babilonia de Nippur y fechada en el año 429 a. C. (reinado de Artajerjes I), aparece cierto Masishtu (Masištu), cuyo nombre ha sido identificado como la forma acadia de Masistes. Se pueden hallar similitudes, además, con los nombres de Masistras, un personaje de Esquilo, y Masistio, general de la caballería persa en Platea.

## Referencias culturales

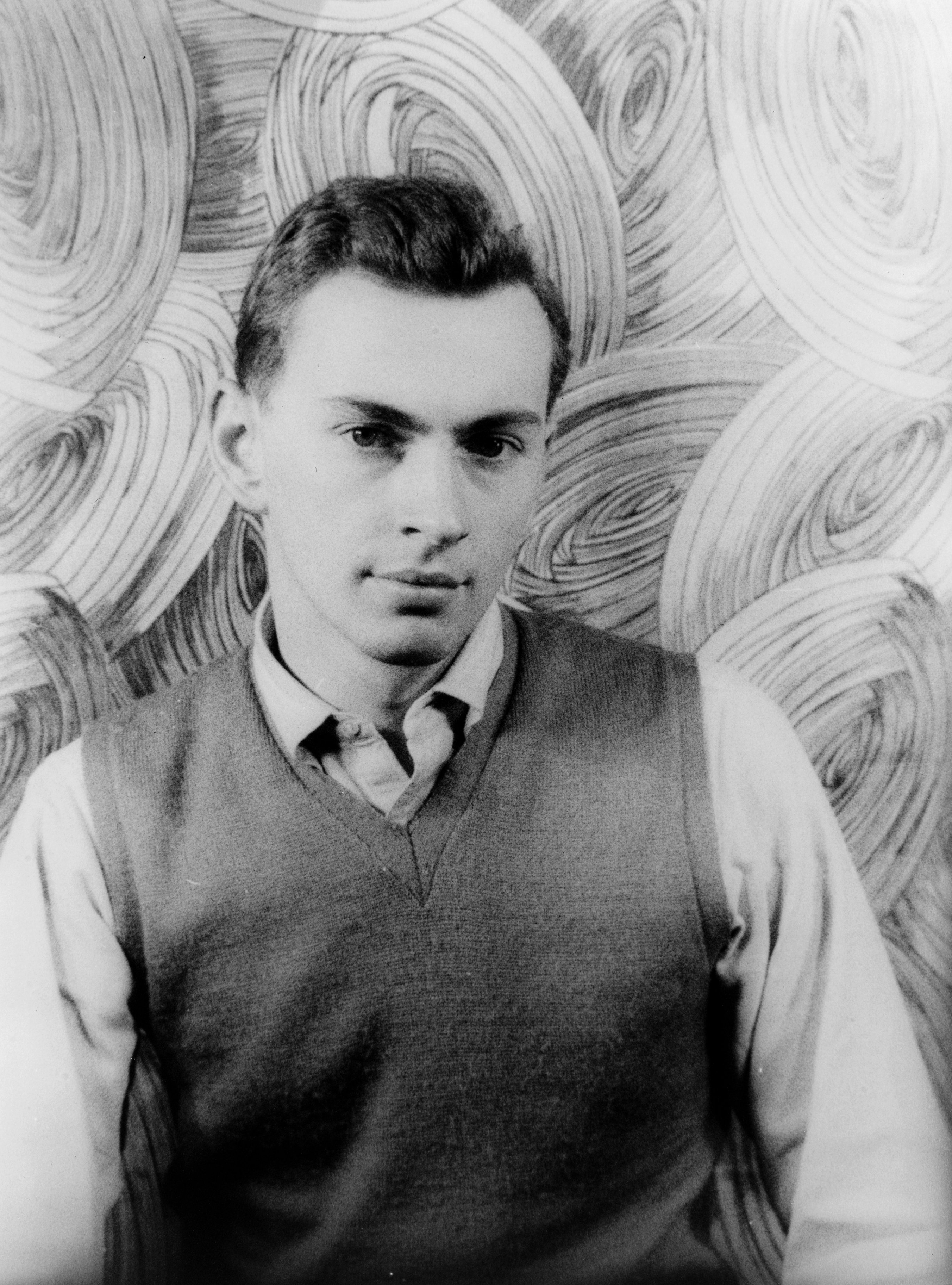
Gore Vidal